# Hain (Langenwetzendorf)
Hain is een ortsteil van de Duitse gemeente Langenwetzendorf in Thüringen. Tot 31 december 2013 was Hain een zelfstandige gemeente in de Landkreis Greiz.